# Chelsea (hotel)
Chelsea je hotel na 23. ulici mezi sedmou a osmou avenue ve čtvrti Chelsea na Manhattanu. Výstavba budovy začala v roce 1883 a dokončena byla roku 1885. Má dvanáct podlaží a jejím architektem je Phiip Hubert. Roku 1966 byla budova zapsána mezi newyorské pamětihodnosti a pak - roku 1977 - i do National Register of Historic Places. V hotelu, který zde byl zřízen v roce 1905, během padesátých a šedesátých let 20. století žilo velké množství newyorských umělců, například Bob Dylan, Patti Smith, Allen Ginsberg, Leonard Cohen nebo John Cale.